# Első Emelet 4
Az Első Emelet 4 az Első Emelet együttes negyedik nagylemeze, mely 1987-ben jelent meg a Hungaroton gondozásában a Favorit label alatt. Az albumot az együttes négyesben készítette el, miután Kisszabó Gábor és Tereh István kiléptek. Az összes dal szövegét továbbra is Geszti Péter írta. A lemez nagy slágere a Csakazértis szerelem című dal volt.

## Az album dalai

### A oldal
1. Szakíts ha bírsz – 3:36
2. Csakazértis szerelem – 3:40
3. Szívkalapács – 3:27
4. Libero-légió – 3:35
5. Levél New Yorkba – 3:39
6. Gyertyabalett – 3:54

### B oldal
1. Menekülés az éjszakába – 3:57
2. Bújtass el! – 4:44
3. Baba Jaga – 3:47
4. Labirintus – 3:43
5. Nem férek a bőrömbe – 3:45